# Томас Биаджи
Томас Биаджи (на италиански: Thomas Biagi) е автомобилен състезател.

## Биография
Роден на 7 май 1976 г. в Болоня, Италия. Томас започва кариерата си като състезател във Формула Алфа Боксер и в италианския шампионат за „Формула-3“, където остава на пето място през 1995 с 2 победи.
През 1996 г. отива във „Формула 3000“ до 1998 г., където той „изпада във втората дивизия“ в италианските серии на Формула 3000 до 2001 като тази година остава втори в шампионата.
По-късно отива в екипа BMS Scuderia Italia в FIA GT, където става шампион през 2003 и 2007 г.